# 觸電 (歌曲)
《觸電》（英語：Electric Shock），這首歌是周杰倫特別為S.H.E所寫的曲，再由施人誠來親自操刀填詞的歌曲是S.H.E『Forever新歌+精選』的第一波主打歌是首輕快甜蜜的情歌，因周杰倫所創作出輕快的曲，讓整首歌的音樂很簡單，但卻能表達出歌曲想要表達的甜蜜戀情的意境。

## 獎項
- 2006年 Hit Fm年度百首單曲第十位
- 2007年 HITO流行音樂獎－年度十大金曲
- 2007年 KKBOX音樂風雲榜－年度二十大單曲

## 音樂錄影帶
| 歌名           | 執導   | 發佈日期     | 附註 |
| -------------- | ------ | ------------ | ---- |
| 觸電（官方MV） | 賴偉康 | 2011年12月27 |      |

## 歌曲排序
| 上一首歌： 無歌曲 | 觸電 | 觸電 | 下一首歌： Ring Ring Ring |

## 外部連結
- 觸電MV （页面存档备份，存于）